# Moment de Durban
Le Moment de Durban se réfère à la période au début des années 1970, lorsque la ville sud-africaine de Durban est devenu le centre d'une nouvelle dynamique dans la lutte contre l'apartheid. Les deux personnages centraux de ce moment étaient Steve Biko et Richard Turner - le premier a été étroitement lier au Mouvement de conscience noire et le dernier avec le mouvement syndical Les deux étaient dans un groupe de lecture ensemble. Tous deux ont été influencés par la nouvelle gauche et avait des liens avec les milieux chrétiens radicaux.